# دیس‌ماهی
دیس‌ماهی یا دیسکوس (دیسکس هم نوشته‌اند) یک ماهی آب شیرین گرمسیری از رده شعاع‌باله‌ها (Actinopterygii) از راسته سوف‌ماهی‌سانان (Perciformes) خانواده سیکلیده یا سیچلایدها (Cichlidae) از سرده همرودندان (Symphysodon) (با دندان‌هایی که با هم می‌رویند) و بومی منطقه رودخانه آمازون است که امروزه در آکواریوم‌های خانگی و عمومی با کاربرد زینتی نگهداری می‌شود.
ظاهر قرص‌مانند (دیس‌مانند) این ماهی دلیل اصلی نام‌گذاری آن است.

## در آکواریوم
دیسکوس (دیسکس یا دیسکاس) را به دلیل تنوع رنگی و زیبایی آن، شاه ماهی ماهی‌های آب شیرین می‌خوانند. این ماهی در آکواریوم آرام، صلح‌جو و تا حدی ترسو است. دیسکوس در حیات وحش به صورت گله‌ای زندگی کرده و گونه‌های وحشی آن نیز با نام دیسکس‌های هکل شناخته می‌شوند که قیمتی بسیار بیشتر از گونه‌های تکثیری آن دارند و این امر به ماهی آرامش خاصی می‌دهد، بنابراین باید حداقل در دسته‌های ۳ تایی نگهداری شود. این ماهی را نمی‌توان با هر ماهی آکواریمی نگهداری کرد و باید هم آکواریمی‌های دیسکوس را به دقت از میان ماهی‌های آرام انتخاب کرد. دیسکس‌ها به دو دستهٔ کلی دیسکس‌های وحشی (صیدشده از رودخانهٔ آمازون) و Hybird(پرورشی و حاصل آمیزش گونه‌های گوناگون) طبقه‌بندی می‌شوند. از جمله نژادهای طبیعی این ماهی گونه هگل می‌باشد. رنگ‌های اصلی آن بین طیف‌های قرمز تا آبی متغیر است که شرایط نامناسب نگهداری از جمله تغذیه می‌تواند تأثیر بدی بر رنگدانه‌های این ماهی بگذارد.

## شرایط عمومی آکواریوم
دمای مناسب ۲۹–۳۰ درجه در مقیاس سانتیگراد می‌باشد، این ماهی در مقابل تغییرات دمایی به شدت حساس است و این تغییرات با توجه به استرسی که به ماهی وارد می‌آید می‌تواند زمینه‌ای برای بروز بیماری‌های کشنده ایجاد کند.
آب زلال و نرم با تصفیه مرتب به همراه تعویض هفتگی و منظم بخشی از آب با آب تازه در نگهداری مناسب لازم است.
نگهداری این ماهی به افراد کم‌تجربه توصیه نمی‌شود.
تنظیم پ.هاش (PH) در مورد دیسکوس‌ها حیاتی است. پ. هاش بین ۴–۶٫۵ مناسب‌ترین سختی آب را فراهم می‌کند. سختی آب نباید بیش از ۳ درجه DH آلمانی باشد.

## تغذیه
غذادهی ترکیبی از غداهای خشک و منجمد و زنده می‌تواند ضامن رشد و سلامتی این ماهی‌ها باشد. غذاهای منجمد مانند دل گوساله، کرم خونی، غذاهای خشک آمادهٔ اختصاصی دیسکوس‌ها، برگ‌های اسفناج و کاهو هم قابل استفاده‌اند. تغذیهٔ ماهی با غذای زنده (بچه ماهی یا میگوهای تازه از تخم درآمده) در رشد ماهی تأثیر بسیار زیادی دارد اما با خطر انتقال بیماری‌های شایع بین ماهی‌ها از غذا به دیسکوس وجود دارد.
تغذیهٔ بیش از حد ماهی سبب بیماری آن و آلوده شدن آب می‌شود. این یکی از معمول‌ترین اشتباهات تازه‌کارها است. هنگامی که ماهی شما در حال رشد است باید چندین بار در روز ولی هر بار به مقدار کم غذا داده شود. می‌توانید این قانون کلی را به یاد داشته باشید که: معده یک ماهی تقریباً به اندازه چشمانش است. ماهی که به هنگام نزدیک شدن شما به آکواریم برای طلب غذا به دیواره آکواریم نزدیک می‌شود گرسنه نیست بلکه این نشانه سلامت اوست و نیازی نیست که هر دفعه که ماهی به فرض تغذیه به سطح آب نزدیک می‌شود به آن غذا داده شود.

## دکور
سنگریزه‌های روشن، تنه درختان پوسیده و گیاهان آبی شرایطی مشابه با زیستگاه اصلی این ماهی در آمازون است. همیشه توجه داشته باشید که محلی برای مخفی شدن ماهی ایجاد کنید. این کار سبب می‌شود که ماهی آرامش بیشتری احساس کرده و در صورت ترسیدن خود را در آنجا مخفی نموده و احساس امنیت کند. همچنین لازم است ذکر شود که سنگ‌های بزرگ یا نوک تیز در کف آکواریوم می‌تواند باعث زخمی شدن این ماهی حساس گردد. این ماهی در طول شب گاهی حرکت‌های ناگهانی می‌کند که در صورت وجود لبه‌های نوک تیز ممکن است به خود آسیب برساند.
ماهی دیسکوس در آکواریوم تکثیر می‌شود.

## تکثیر و پرورش ماهی دیسکوس به روش طبیعی
این ماهی را نمی‌توان با انتخاب یک نر و ماده تکثیر نمود چرا که ماهی‌ها جفت‌های خود را از بین گله انتخاب می‌کنند و به همین دلیل برای تکثیر این ماه می‌بایست حداقل گله‌های پنج‌تایی از آنها داشت. این گله را در یک مخزن آکواریوم ۱۲۰ لیتری که هیچ گونه دکوری ندارد قرار داده و با رسیدگی به شرایط آب و تغذیه مناسب منتظر جفت‌گیری و تخمگذاری ماهی نر وماده می‌شویم. این ماهی‌ها برای تخم ریزی سطوح شیب دار را انتخاب می‌کنند برای همین می‌بایست کوزه‌های مخروطی شکل را در این تانک‌ها قرار داد تا محل تخم‌ریزی آنها فراهم باشد. جفت‌گیری (به شرط وجود ماهی نر و ماده مناسب در گله انتخابی) امکان دارد مدتی طول بکشد ولی باید صبور باشیم. در مرحله تخم‌گذاری باید مراقب ماهی نر وماده باشیم زیرا پس از تخم‌گذاری امکان دارد به ماهی‌ها استرس وارد شده و تخم‌ها توسط نر وماده خورده شوند که می‌توانیم با پوششی مناسب از تور تخم‌ها را محافظت کنیم تا بچه‌ها از تخم خارج شوند.
در ایران اولین بار بابک آژیده توانست از این ماهی‌ها در اسارت نوزاد بگیرد و اولین کسی که توانست به صورت تجاری آنها را تکثیر نموده و با انتشار مقاله‌ها، تصاویر و عکس‌هایی از مراحل مختلف تکثیر، امکان تکثیر گسترده آن توسط افراد را فراهم آورد محسن بهزادی بوده است.

## تکثیر و پرورش ماهی دیسکوس به روش مصنوعی
در این حالت نیز مانند روش طبیعی مراحل را اجرا و منتظر تخم‌گذاری می‌مانیم ولی این بار پس از اینکه تخم‌گذاری انجام شد و اطمینان حاصل کردیم که تخم‌گذاری به پایان رسیده است، تخم‌ها را از آکواریوم بیرون آورده و در ظرف دیگری با شرایط مشابه تانک تکثیر قرار می‌دهیم و با افزودن مقداری متیلن بلو در ظرف تخم‌ها منتظر می‌مانیم. این عمل مانع قارچ‌زدگی تخم‌ها می‌شود، تا تخم‌ها تبدیل به لارو شوند. پس از لارو شدن مراحلی وجود دارد و تغذیه آنها به وسیله تخم مرغ و جلبک اسپرولینا امکان تغذییه آن وجود دارد. و نیاز به سیفون آب مکرر می‌باشد.

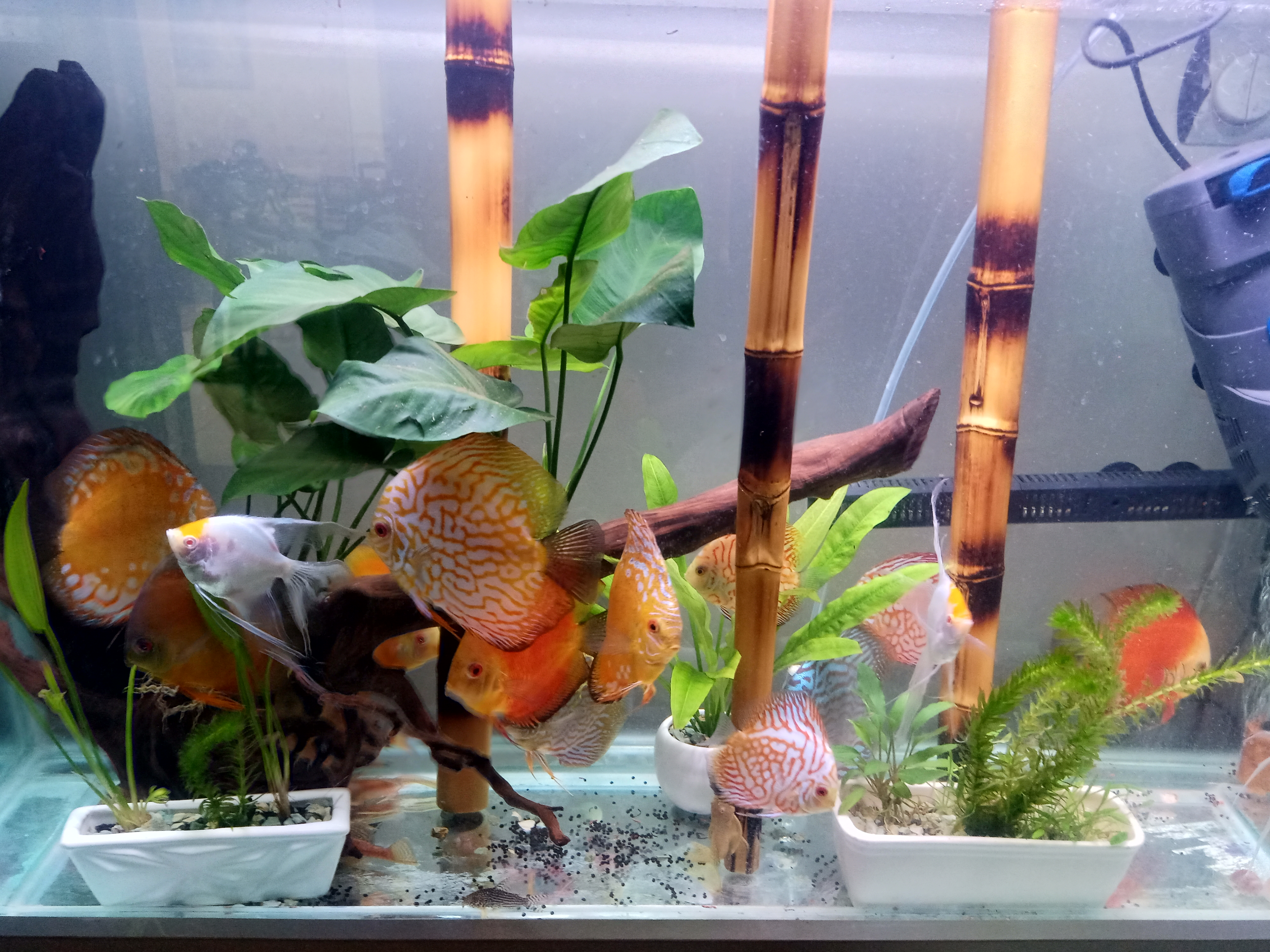
تعداد زیادی دیسکس و دو فرشته ماهی در آکواریوم پلنت